# Manuel Torres Caturla
Manuel Torres Caturla, (Torremolinos, Málaga, 14 de agosto de 1989) es un futbolista español, conocido futbolísticamente como Manu Torres. Su posición natural es lateral izquierdo, aunque durante su trayectoria también ha actuado como defensa central izquierdo. Es un buen jugador técnica y tácticamente, inteligente y muy disciplinado, que cuenta con una gran precisión en los pases con su pierna izquierda y capacidad ofensiva para sumarse al ataque. Actualmente juega en el Centre d'Esports Sabadell Futbol Club.

## Trayectoria
Manu Torres comenzó su trayectoria como jugador del Málaga Club de Fútbol en las categorías inferiores del equipo malagueño a la edad de 7 años. El futbolista de Torremolinos militó en todas las categorías del conjunto blanquiazul hasta incorporarse, cuando todavía era un futbolista de categoría juvenil, a las filas del segundo equipo, el Atlético Malagueño -anteriormente denominado Málaga B-, en la temporada 2007/08.
En su segunda temporada en el cuadro filial, dirigido por Rafa Gil, Torres se convirtió en un destacado jugador cuya proyección le llevó a ser convocado por primera vez por el Málaga Club de Fútbol en Primera División, aunque no llegó a debutar. Antes de finalizar la temporada, y todavía como jugador del Atlético Malagueño, el jugador firmó su primer contrato profesional con el Málaga Club de Fútbol el 29 de abril de 2009.
Tras completar su segunda pretemporada con el primer equipo y especularse sobre una posible cesión que favoreciese su enorme progresión, el futbolista finalmente se quedó en la plantilla para afrontar en Primera División la temporada 2008/09, bajo las órdenes del técnico Juan Ramón López Muñiz. Su debut en la máxima categoría se produjo en la primera jornada liguera ante el Atlético de Madrid en La Rosaleda, en un partido que terminó con una contundente victoria malaguista por (3-0), siendo el defensa autor de uno de los goles, y convirtiéndose en otro de los elementos destacados de la cantera malaguista.
En el verano de 2011 deja el conjunto malagueño y ficha por el FC Cartagena de la Segunda División española, con el objetivo de ser pieza clave en el proyecto de ascenso a Primera. Un mal inicio de campaña hace que se cambien los objetivos y se pase a luchar por la permanencia. A nivel personal, Torres comienza como titular, aunque más adelante pierde el puesto en beneficio de Gorka Kijera. Con la llegada de Carlos Ríos al banquillo, vuelve a la titularidad. Finalmente y a falta de dos jornadas se consuma el descenso de la plantilla más cara en las 18 temporadas que el fútbol cartagenero disputó hasta la fecha en Segunda División (15 con el Cartagena FC y 3 con el FC Cartagena).
En enero de 2013, el lateral quien formó parte de la última edición de las Sesiones AFE, se compromete para el resto de la temporada con el Getafe"B". Formado en las divisiones inferiores del Málaga (sumó 24 presencias y 1 gol en Primera División), el pasado curso disputó 16 partidos (1 gol) con el FC Cartagena en Segunda A.
En enero de 2016, se compromete con el ACS Poli Timișoara hasta final de temporada tras rescindir su contrato con el Jumilla, equipo donde jugaba.
Manu Torres se unirá al conjunto rumano a pocos días de que comiencen los play off tras la Liga Regular en la que el Poli Timisoara acabó en la undécima posición. Torres ha disputado la primera vuelta del campeonato en el Jumilla murciano, del Grupo IV de Segunda División B, donde ha sido titular indiscutible. Sin embargo, la desvertebración del proyecto jumillano, unido a la aparición de esta oferta (tenía otras), han empujado al malagueño a vivir su primera experiencia como profesional en el extranjero.

## Clubes y estadísticas
| Equipo | Temporada   | Liga*    | Liga* | Copa del Rey | Copa del Rey | Europa** | Europa** | Supercopa | Supercopa | Selección | Selección | Total    | Total |
| Equipo | Temporada   | Partidos | Goles | Partidos     | Goles        | Partidos | Goles    | Partidos  | Goles     | Partidos  | Goles     | Partidos | Goles |
| --- | ----------- | -------- | ----- | ------------ | ------------ | -------- | -------- | --------- | --------- | --------- | --------- | -------- | ----- |
| Atlético Malagueño Hasta 2008, Málaga B | 2006/07     | 1        | 0     | -            | -            | -        | -        | -         | -         | -         | -         | 1        | 0     |
| Atlético Malagueño Hasta 2008, Málaga B | 2007/08     | 32       | 4     | -            | -            | -        | -        | -         | -         | -         | -         | 32       | 4     |
| Atlético Malagueño Hasta 2008, Málaga B | 2008/09     | 33       | 2     | -            | -            | -        | -        | -         | -         | -         | -         | 33       | 2     |
| Málaga CF | 2009/10     | 17       | 1     | 2            | 0            | -        | -        | -         | -         | -         | -         | 19       | 1     |
| Málaga CF | 2010/11     | 7        | 0     | 1            | 0            | -        | -        | -         | -         | -         | -         | 8        | 0     |
| FC Cartagena | 2011/12     | 16       | 1     | -            | -            | -        | -        | -         | -         | -         | -         | 16       | 1     |
| Getafe B | 2012/13     | 8        | 0     | -            | -            | -        | -        | -         | -         | -         | -         | 8        | 0     |
| Getafe B | 2013/14     | -        | -     | -            | -            | -        | -        | -         | -         | -         | -         | -        | -     |
| Burgos CF | 2014/15     |          |       | -            | -            | -        | -        | -         | -         | -         | -         |          |       |
| FC Jumilla | 2015/16     |          |       | -            | -            | -        | -        | -         | -         | -         | -         |          |       |
| ACS Poli Timișoara | Liga I 2016 |          |       | -            | -            | -        | -        | -         | -         | -         | -         |          |       |
| Centre d'Esports Sabadell Futbol Club | 2016/17     |          |       | -            | -            | -        | -        | -         | -         | -         | -         |          |       |
| Total | Total       | 114      | 8     | 3            | 0            | -        | -        | -         | -         | -         | -         | 117      | 8     |
| *Datos correspondientes a encuentros de Liga y Promoción de ascenso **Datos correspondientes a cualquier competición oficial europea: UEFA Intertoto Cup, UEFA Cup, UEFA Europa League o Liga de Campeones Datos actualizados a 1 de julio de 2013 |             |          |       |              |              |          |          |           |           |           |           |          |       |

## Palmarés

### Distinciones individuales
| Distinción                                   | Año  |
| -------------------------------------------- | ---- |
| Integrante del Once de Bronce de FútbolDraft | 2010 |